# Decomposição de Reynolds
Na dinâmica de fluidos e na teoria da turbulência, a decomposição de Reynolds é uma técnica matemática para separar as partes média e flutuante de uma grandeza. Por exemplo, para uma grandeza {\displaystyle \scriptstyle u} a decomposição seria
{\displaystyle u(x,y,z,t)={\overline {u(x,y,z)}}+u'(x,y,z,t)}
onde {\displaystyle \scriptstyle {\overline {u}}} denota o tempo médio de {\displaystyle \scriptstyle u\,} (frequentemente chamado de componente constante), e {\displaystyle u'\,} a parte flutuante (ou perturbações). As perturbações são definidas de tal forma que a sua média no tempo é igual a zero.
Isto permite simplificar as equações de Navier-Stokes pela substituição da soma da componente constante e as perturbações ao perfil de velocidade e tomando-se o valor médio. A equação resultante contém um termo não linear conhecido como tensões de Reynolds, causador da turbulência.